# 운비헥슘
운비헥슘(Unbihexium)은 미발견된 원소의 임시 이름으로, 원소 기호는 Ubh, 원자 번호는 126번이다. 운비헥슘 354는 안정성의 섬에 들어 있어 긴 반감기를 가질 것으로 예측되고 있다. 1971년 합성 실험을 시도하였으나 실패하였다.
{\displaystyle \,_{90}^{232}\mathrm {Th} +\,_{36}^{84}\mathrm {Kr} \to \,_{126}^{316}\mathrm {Ubh} ^{*}\to \ no\ atoms}
이 실험을 수행하는 과정에서 높은 에너지의 α 입자가 방출되었는데, 당시에는 이것을 운비헥슘 합성의 증거로 간주하였으나 현재는 당시 사용한 장치의 감도로는 이와 같은 검출이 가능하지 않았을 것으로 간주해 합성이 이루어지지 않은 것으로 여긴다.
최근 계산결과에 따르면 퀴륨-248과 아연-64를 이용하여 운비헥슘-309와 운비헥슘-310를 만들 수 있다고 한다. 운비헥슘-309 생성 단면적이 3fb 정도 추정되는 반면 운비헥슘-310 생성 단면적은 1fb 미만으로 계산되었다. 아연-64 이온 에너지는 322.68[-12.42,+13.56]MeV 정도로 계산되었으며 이 에너지는 쿨롱 장벽을 극복하기위한 에너지 범위이다.

## 화학적 성질
합성되지는 않았지만 예측에 따르면 안정한 단일 플루오린화물을 형성할 것으로 추측된다.
가장 장수명일 가능성이 있는 운비헥슘 동위원소는 운비헥슘-354이다. 베타 붕괴와 알파붕괴를 할것으로 추정되며 양성자수 126에서는 변형 피라미터가 0에 가까워져 자발핵분열을 할 가능성은 희박하고 추정 반감기는 수백년으로 추정된다. 운비헥슘-310이 중성자 마법수 184를 가져 가장 장수명일 가능성이 제기되었지만 실재로는 중성자 비율이 매우 낮고 반감기도 수 마이크로초로 계산되어 현재 장수명 후보에서 제외되었다.

## 기타
미국의 SF 드라마 스타 트렉에서는 트리타늄(Tritanium; 원소기호 Tn)으로 등장하고, 가장 안정된 동위 원소의 질량은 323이다.

## 같이 보기
- 안정성의 섬